# Holland (Nowy Jork)
Holland – miasto w Stanach Zjednoczonych, w stanie Nowy Jork, w hrabstwie Erie.